# Секьюритизация (политология)
Секьюритизация (англ. securitization от англ. security — безопасность) — концепция, созданная в рамках Копенгагенской школы, в рамках которой вопросы в сфере международной безопасности рассматриваются через призму политического конструктивизма и классического реализма. В отличие от школы политического реализма данная теоретическая концепция изучает безопасность в качестве формы социальной практики, в которой актор (чаще всего государство) возводит какую-либо проблему в ранг экзистенциальной угрозы безопасности и оставляет за собой право на чрезвычайные действия в обход стандартных политических процедур. Сам термин был впервые использован Оле Вейвером (дат. Ole Wæver) в 1995 году (в неопубликованных рукописях термин фигурирует с 1989 года).

## Предыстория
Концепция секьюритизации возникла в результате того, что проявилась ограниченность исследований проблем безопасности ввиду их ориентированности лишь на военные угрозы в сфере международной безопасности.
Некоторые эксперты говорят о том, что ещё в 1983 г. Барри Бузан, американский специалист в области международных отношений, в работе «Люди, государства и страх» заложил основу для исследований концепции безопасности. В дальнейшем, Б. Бузан поставил перед собой задачу изучить, как определённый объект становится угрозой безопасности, каким образом он политизируется внутри определённого контекста и затем секьюритизируется. В данном случае используется конструктивистский подход, в то время, как реализм рассматривает комплексное понятие безопасности как синоним силы. Такой традиционный подход к безопасности был применим к изучению угроз во время мировых войн, когда государства находились в постоянном противоборстве за силовое и властное превосходство.
Однако с изменением среды международных отношений стало очевидно, что сужение понятия безопасности приводит к исключению из исследования множества важных аспектов, составляющих его сущность. Военная сфера, характерная для традиционного дискурса о безопасности, стала терять своё определяющее значение, так как появились другие вызовы безопасности, которые требовали тщательного изучения. Например, широкое обсуждение получили вопросы национализма, религии, идентичности и др. В связи с этим Б. Бузан и О. Вейвер предложили концепцию секьюритизации, в сферу которой были включены те явления, которые раньше не рассматривались как проблемы безопасности.

## Основные компоненты
Основными компонентами теории секьюритизации являются:
- актор, который выдвигает какую-либо проблему (чаще всего правительственные и неправительственные акторы, а также отдельные индивиды и даже группы, не имеющие отношения к политике);
- объект секьюритизации — это вопрос, явление, актор, которому может угрожать данная проблема, например, объектами секьюритизации могут быть государство (военная безопасность); национальный суверенитет или идеология (политическая безопасность); национальная экономика (экономическая безопасность); коллективная идентичность (социальная безопасность); биологические виды и ареалы (безопасность окружающей среды);
- аудитория — все те вовлекаемые в данный процесс участники, которым предстоит признать проблему в качестве потенциальной опасности.

## Этапы секьюритизации
Процесс секьюритизации включает в себя два этапа:
1. Заявление о возникновении угрозы существованию референтного объекта;
2. Завершение процесса секьюритизации, которое будет успешным, если актору удалось убедить аудиторию в заявленном.

## Модель секьюритизации
Б. Бузан предлагает рассматривать секьюритизацию с помощью дискурса. В данном случае секьюритизация успешна, если аргумент с определённой риторикой и семиотической структурой достигает достаточного эффекта, при котором аудитория допускает нарушение действующих норм и правил. Однако дискурс, принимающий форму представления угрозы для объекта, сам по себе не создает секьюритизацию. Дискурс выступает в роли секьюритизирующего движения. Проблема секьюритизируется, когда аудитория её принимает.
Б. Бузан использует теорию речевого акта Дж. Л. Остина. Он заявляет, что большая часть концепций рассматривают высказывания как или ложные, или истинные и всегда дискриптивные. Дж. Л. Остин утверждает, что словами можно производить действия. Такие слова исследователь называет перформативными высказываниями или перформативными речевыми актами. Дж. Л. Остин приводит пример свадебной церемонии, когда ответы жениха и невесты «да» являются перформативными речевыми актами, так как произнося их, совершается действие, а именно вступление в брак.
Дж. Л. Остин выделяет три типа речевых актов:
1. Локутивный акт (locution — оборот речи, изречение) — произнесение высказывания, обладающего фонетической, лексико-грамматической и семантической структурами. Это базовый акт, посредством которого придается значение определённому высказыванию.
2. Иллокутивный акт (il — в, внутри) — речевой акт, обеспечивающий указание не только на значение, но и на коммуникативную цель высказывания. Например: «Он призвал (или посоветовал, потребовал)».
3. Перлокутивный акт (per — посредством) служит намеренному воздействию на адресата и достижению определённого результата. Например: «Он убедил меня».

При этом перлокутивный акт является частью речевого акта говорящего, а не ответным, посткоммуникативным действием адресата.
Теория секьюритизации использует иллокутивный акт.
Для успешного речевого акта необходимо соблюдение т. н. благоприятных условий, которые могут быть двух видов:
1. Внутренние (лингвистически-грамматические) условия: следует придерживаться общих правил построения речевого акта, создавать такой сценарий, который включает экзистенциальную угрозу, точку невозврата и возможный выход.
2. Внешние (контекстуальные или социальные) условия характеризуют позицию, занимаемую актором. При этом внешние контекстуальные условия характеризуют саму угрозу, то есть в воображении аудитории какой-либо объект станет угрозой безопасности, если происходит обращение к тому, что само по себе является угрожающим (танки, химическое заражение). Внешние социальные условия подразумевают, что актор обладает авторитетом, необходимым для того, чтобы аудитория приняла его заявление.

Б. Бузан и О. Вейвер утверждают, что безопасность не обязательно связана только с государством как главным актором, а также не является в равной степени доступной для всех государств и социальных движений. Однако ввиду того, что государство традиционно выполняет функции по обеспечению безопасности, оно обладает более благоприятной позицией.

## Сектора секьюритизации
Б. Бузан и О. Вейвер выделяют следующие сектора секьюритизации: военный, политический, экономический, социальный, экологический.
В военном секторе референтным объектом обычно выступает государство, а также отдельные политические лица. Традиционные исследования безопасности считают все военные вопросы угрозами безопасности. Однако, так происходит не всегда. В гуманитарных акциях вооруженные силы используются как для миротворческих целей, так и для ликвидации последствий стихийных бедствий.
В политическом секторе угрозы традиционно определены в терминах принципа суверенности. Суверенности может угрожать всё, что посягает на её легитимность или властный авторитет.
В экономическом секторе референтные объекты и угрозы гораздо сложнее описать, чем угрозы военного и политического секторов. Например, компании часто оказываются в условиях угрозы банкротства. В целом, в рыночной экономике попытки секьюритизации различных фирм предпринимаются редко.
В социальном секторе референтным объектом выступают в основном коллективные идентичности. Социальная безопасность представляет собой способность общества воспроизводить его традиционные формы языка, культуры, ассоциации, а также религиозной и национальной идентичности. Такую способность можно секьюритизировать.
В экологическом секторе перечень возможных референтных объектов достаточно обширный: от относительно конкретных вещей, например, выживание отдельных видов (тигры, киты, человечество) и типов обитания (тропические леса, озера) до более размытых и крупномасштабных проблем, например, поддержание планетарного климата и биосферы. Многие из таких референтных объектов происходят из отношений между людьми и биосферой.

## Критика
Эксперты критикуют теорию секьюритизации в различных направлениях, поставив под вопрос практически все элементы данной концепции. Однако необходимо заметить, что критики не предлагают отвергнуть концепцию. Характерной чертой критики является то, что она показывает слабые стороны теории и анализирует пути её улучшения. Аналитики высказывают мнение относительно недостаточной разработанности многих понятий теории секьюритизации.
В теории секьюритизации главную роль играет аудитория, так как именно от принятия или неприятия её речевого акта зависит успех процесса секьюритизации. Проблема успешности рассматривается многими экспертами. Предлагается расширить «благоприятные условия» секьюритизации, дополнив их следующим пунктом: когнитивная склонность аудитории, которая может совпадать или не совпадать с попыткой секьюритизации. Это условие основывается на предположении о том, что обычно люди принимают те аргументы, которые соответствуют их уже сформированным представлениям об окружающей реальности. Данный фактор играет большую роль в принятии аудиторией секьюритизации, потому что речевой акт может быть интерпретирован индивидами с совершенно разным смыслом. Человек не склонен рассматривать происходящее с нейтральной когнитивной позиции.
Кроме того, данное благоприятное условие может объяснить, почему, например, секьюритизация администрацией Дж. Буша вторжения в Ирак нашла широкий отклик консервативных представителей американской общественности, но не более либеральной аудитории. Идентичность обеспечивает эмоциональную основу по проблемам безопасности. Акторы, изображающие проблемы с точки зрения угроз и выживания, чтобы мобилизовать массы в своих целях, опираются на эмоциональные основы. Однако идентичность многомерна, что позволяет акторам выбирать наиболее подходящее её измерение для достижения своих целей. Помимо этого, необходимое измерение идентичности можно сформировать, так как идентичность не задается от рождения. Она зависит от выбора и решения человека, что позволяет Б. Андерсону говорить о воображаемых сообществах. Идентичность может быть сконструирована как на поощрение конфликта, так и на содействие мирному сосуществованию.
Теория секьюритизации подвержена критике из-за определения секьюритизации как интерсубъективного процесса между актором, который выдвигает определённую проблему, и аудиторией. В данном случае особую ценность приобретает способность актора убедить аудиторию. Однако возникает опасность того, что сильные авторитетные акторы могут использовать проблемы секьюритизации для достижения своих собственных целей без добровольного согласия со стороны аудитории.
Кроме того, Копенгагенская школа использует многосекторный подход к определению секьюритизации, который отличается от традиционного изучения проблем безопасности исключительно в военной сфере. Расширение определения секьюритизации приводит к включению в процесс исследования вопросов безопасности негосударственных акторов. Однако при таком чрезмерном расширении концепции секьюритизации возникает риск того, что практически каждое явление становится проблемой безопасности, что приводит к неопределенности в процессе принятия решений.
Таким образом, для четкого определения концепции безопасности необходимо разработать новый понятийный аппарат. Копенгагенская школа с её моделью секьюритизации и десекьюритизации внесла вклад в дебаты о разработке аналитической системы взглядов для изучения проблем безопасности. Копенгагенская школа предоставляет возможность для систематического, сравнительного и согласованного анализа безопасности.
Помимо этого, Копенгагенская школа отказалась от принципа, согласно которому понятие «безопасность» применимо, в первую очередь, к человеку, поставив на его место государство и общество. Обществом можно считать большую группу людей, которые обладают общей идентичностью, часто не совпадающей с государственной (например, «ирландцы» и «мусульмане»). Б. Максуини, старший научный сотрудник центра изучения проблем международного мира в Дублинском университете, критикует такой подход, отмечая, что легитимация групп «мы» и «они» чревата конфликтами. В ответ на критику Б. Бузан и О. Вейвер заявили, что они не абсолютизируют идентичность, однако, если люди действуют исходя из того, что обладают общей идентичностью, то её следует принимать во внимание.